# Саркісов Бабкен Єсайович
Бабкен Єсайович Саркісов (8 грудня 1913, місто Шуша, тепер Нагірний Карабах, Азербайджан — 4 лютого 1999, місто Єреван, Вірменія) — радянський вірменський державний діяч, голова Президії Верховної ради Вірменської РСР, секретар ЦК КП Вірменії. Член Бюро ЦК КП Вірменії. Член Центральної Ревізійної Комісії КПРС у 1976—1981 роках. Кандидат у члени ЦК КПРС у 1981—1986 роках. Депутат Верховної ради Вірменської РСР 4—11-го скликань. Депутат Верховної ради СРСР 9—11-го скликань, заступник голови Президії Верховної ради СРСР у 1977—1985 роках.

## Життєпис
Народився в родині службовця. У 1929—1934 роках — учень слюсаря, слюсар механічних майстерень міста Баку.
У 1934—1938 роках — студент Азербайджанського індустріального інституту.
У 1938—1941 роках — інженер, старший інженер, заступник головного механіка Бакинського нафтопереробного заводу імені Будьонного.
Член ВКП(б) з 1939 року.
У 1941—1943 роках — партійний організатор ЦК ВКП(б) на Бакинському нафтопереробному заводі імені Будьонного.
У 1944 році закінчив Вищу партійну школу при ЦК ВКП(б).
У 1944—1955 роках — інструктор, консультант, завідувач сектора відділу пропаганди і агітації ЦК ВКП(б) (КПРС).
15 грудня 1955 — 10 лютого 1961 року — секретар ЦК КП Вірменії.
З лютого по вересень 1961 року — голова Державного науково-технічного комітету Ради міністрів Вірменської РСР.
30 вересня 1961 — 15 жовтня 1965 року — голова Державного комітету Ради міністрів Вірменської РСР із координації науково-дослідних робіт.
15 квітня 1966 — 16 квітня 1970 року — міністр автомобільного транспорту Вірменської РСР.
16 квітня 1970 — 4 липня 1975 року — голова Державного комітету цін Ради міністрів Вірменської РСР.
4 липня 1975 — 6 грудня 1985 року — голова Президії Верховної ради Вірменської РСР.
З грудня 1985 року — персональний пенсіонер союзного значення в місті Єревані.
У 1985—1991 роках — голова Товариства охорони природи Вірменської РСР.
Помер 4 лютого 1999 року в місті Єревані.

## Нагороди
- орден Леніна
- орден Жовтневої Революції
- орден Трудового Червоного Прапора
- ордени
- медаль «За оборону Москви»
- медаль «За оборону Кавказу»
- медалі